# Musée des machines d'arcade soviétiques
Le Musée des machines d'arcade soviétiques (en russe : Музей советских игровых автоматов) est un musée interactif historique privé qui héberge une collection de machines à sous produites en URSS depuis les années 1970. Le 13 avril 2007 est considéré comme date de fondation du musée. Les visiteurs reçoivent à l'entrée des pièces de 15 kopeck pour lancer des machines. Une visite guidée est aussi incluse au prix de l'entrée.

## Histoire du musée
Le musée fut fondé en 2007 par les promus de l'Université polytechnique de Moscou Alexandre Stakhanov, Alexandre Vougman et Maxime Piniguine, et au début il fut abrité au sous-sol de la résidence universitaire. Vers ce moment-là, la collection du musée compte 37 machines à jouer. Les visites ne sont possibles que sur réservation et seulement les mercredis.

« Tout commence avec notre désir d'installer une machine « Bataille navale » à la maison, mais ensuite nous avons compris que nos amis, eux aussi pourraient y être intéressés. »

— Alexandre Stakhanov
C’est partout dans le pays que les fondeurs cherchent leurs premières pièces de musée : dans des dépôts d'ordures, dans des colonies de vacances abandonnées, des parcs, des maisons de culture et des cinémas. Quelques machines ayant donné la naissance à la collection ont été achetées dans le parc Pryamikov à la Taganka pour 210 roubles. Pour autant, le rêve de la « Bataille navale » n'est pas toujours réalisé parce que les machines sont incomplètes. Presque toutes les machines trouvées s'avèrent cassées et il faut 3 machines pour en monter une qui fonctionne,.
En avril 2010, le musée déménage au bâtiment d'un ancien atelier de la fabrique « Rot Front » dans la rue de Malaya Ordynka. Le musée est désormais ouvert chaque jour et sa collection compte 40 types de machine.
En août 2011, le musée s'installe dans la rue de Bauman, et son exposition inclut 10 machines de plus.
Le 15 juin 2013, une filiale du musée est ouverte sur la place Konyushennaya à Saint-Pétersbourg. Elle est hébergée dans un bâtiment qui au XVIIIe siècle servait à garder des voitures. À l'époque de l'Union Soviétique, ce territoire était occupé par des garages et des ateliers de réparation et de production du parc de taxis no 1 de Leningrad.
Pour le moment, plus de 50 machines opérationnelles font partie de la collection de la filiale. Selon les informations du musée, le nombre de visiteurs de la filiale à Saint-Pétersbourg s'est élevé à 23 000 personnes en 2016, ce qui est de 9% plus que dans l'année 2015.
La troisième filiale du musée est ouverte à Kazan à la fin du mois d'août 2014. Elle se trouvait dans la rue Kremlyovskaya. Les visiteurs pouvaient accéder à près de 40 machines à jouer. Le musée n'a pas existé longtemps : il est fermé le 12 janvier 2015.
Depuis juin 2015, le Musée des machines d'arcade soviétiques de Moscou se trouve dans la rue Kuznetsky Most.
En avril 2017, le musée a fêté son 10e anniversaire.

## Activités de musée
Des expositions temporelles sont régulièrement organisées dans les musées à Saint-Pétersbourg et Moscou:
- 2015 — Exposition des vignettes de la gomme à mâcher « Valyuta detstva »[15];
- 2015 — Exposition des modèles de voiture « Transport 1:43 »[16];
- 2016 — Exposition des posters « Évolution des machines à sous dans la graphique publicitaire. Les bornes d'arcade dans le contexte de l'art-design »[17];
- 2016 — Exposition des posters « Évolution des machines à sous dans la graphique publicitaire. Les bornes d'arcade dans le contexte de l'art-design »[18];
- 2017 — Exposition des décorations soviétiques de Noël des années 1930—1990 « Sur un arbre de Noël »[19],[20].

Le projet filial des fondateurs du Musée des machines d'arcade soviétiques: le Musée des jeux vidéo fondé en 2014 et existant pour le moment comme exposition temporelle. La collection se base sur plus de 30 appareils originaux de jeux de 8 générations dont la plupart sont encore opérationnels. La collection s'enrichit régulièrement de nouvelles consoles de jeux. Elle a été exposée au centre panrusse des expositions, au centre culturel Etazhi Loft Project et dans les salles de la filiale du musée à Saint-Pétersbourg,.
Les musées participent à des projets municipaux : ils créent des programmes pour les festivals annuels pour enfants Musées, parcs et propriétés et  Voyage familial (Moscou), Jours d'enfants à Saint-Pétersbourg et Grande régate (Saint-Pétersbourg); ils prennent part aux actions Nuit des musées, Nuit des arts, Jour des restaurants, au projet social Upsala-Cirque, au festival international des musées Intermusée. Des pièces de musée ont été exposées aux festivals Vkontakte, Geek Picnic, Discothèque des années 90, Rétro FM,.
En outre, dans les filiales de Moscou et de Saint-Pétersbourg ont régulièrement lieu des démonstrations de vieux films diapo, des conférences publiques, des tournois de ping-pong, de jeu des dames, d'échecs, des classes de maître et d'autres actions.

Musée de Moscou
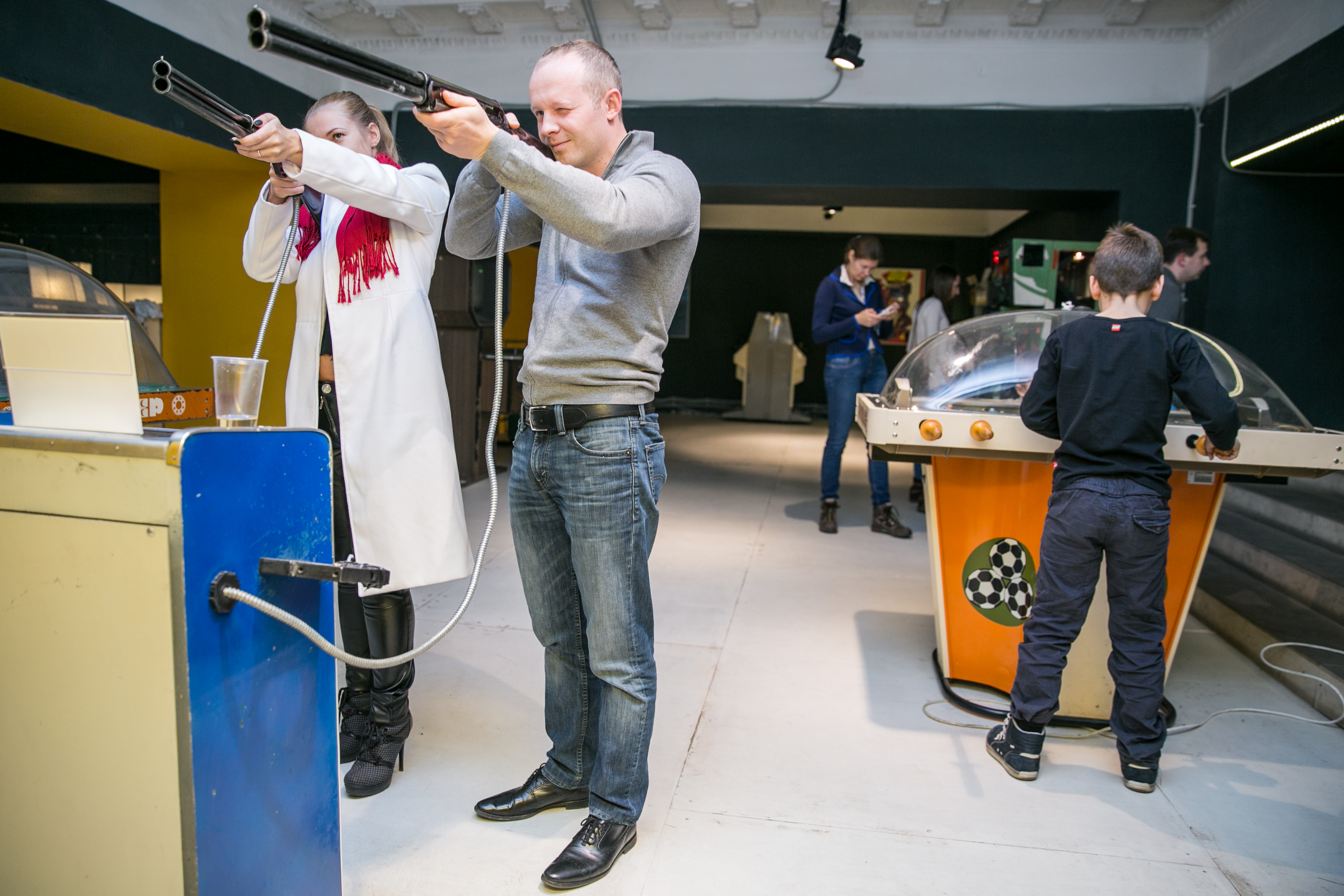
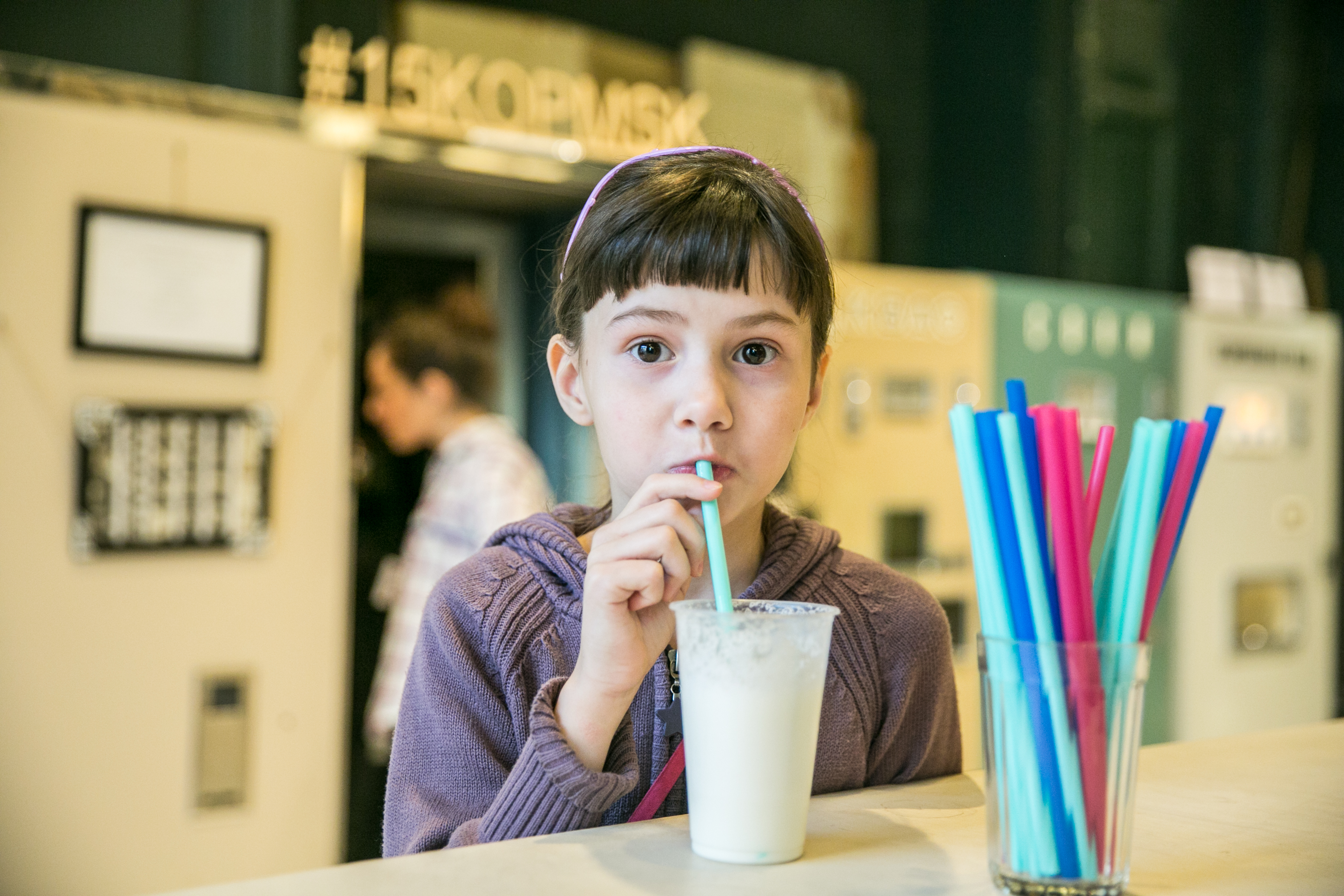
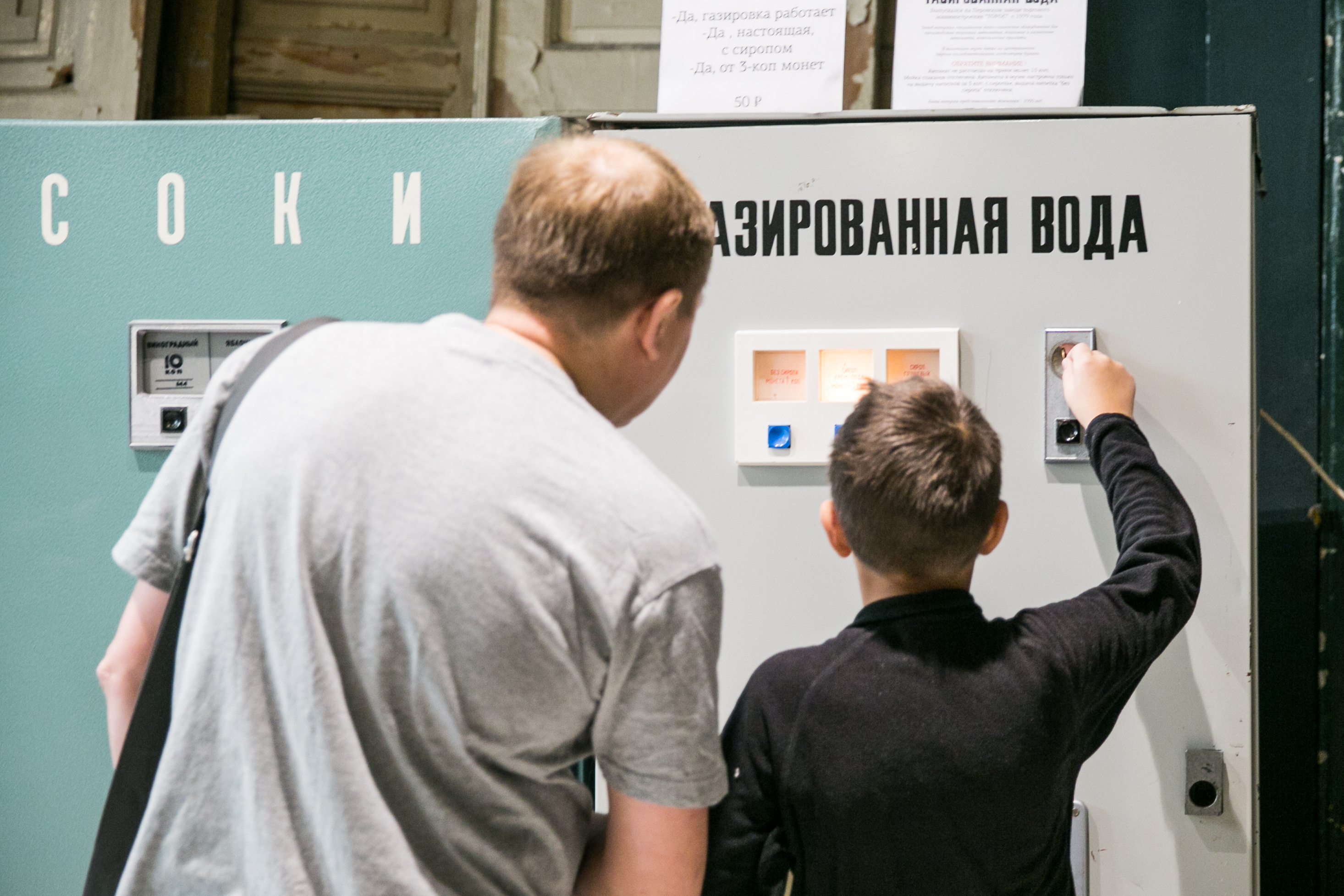
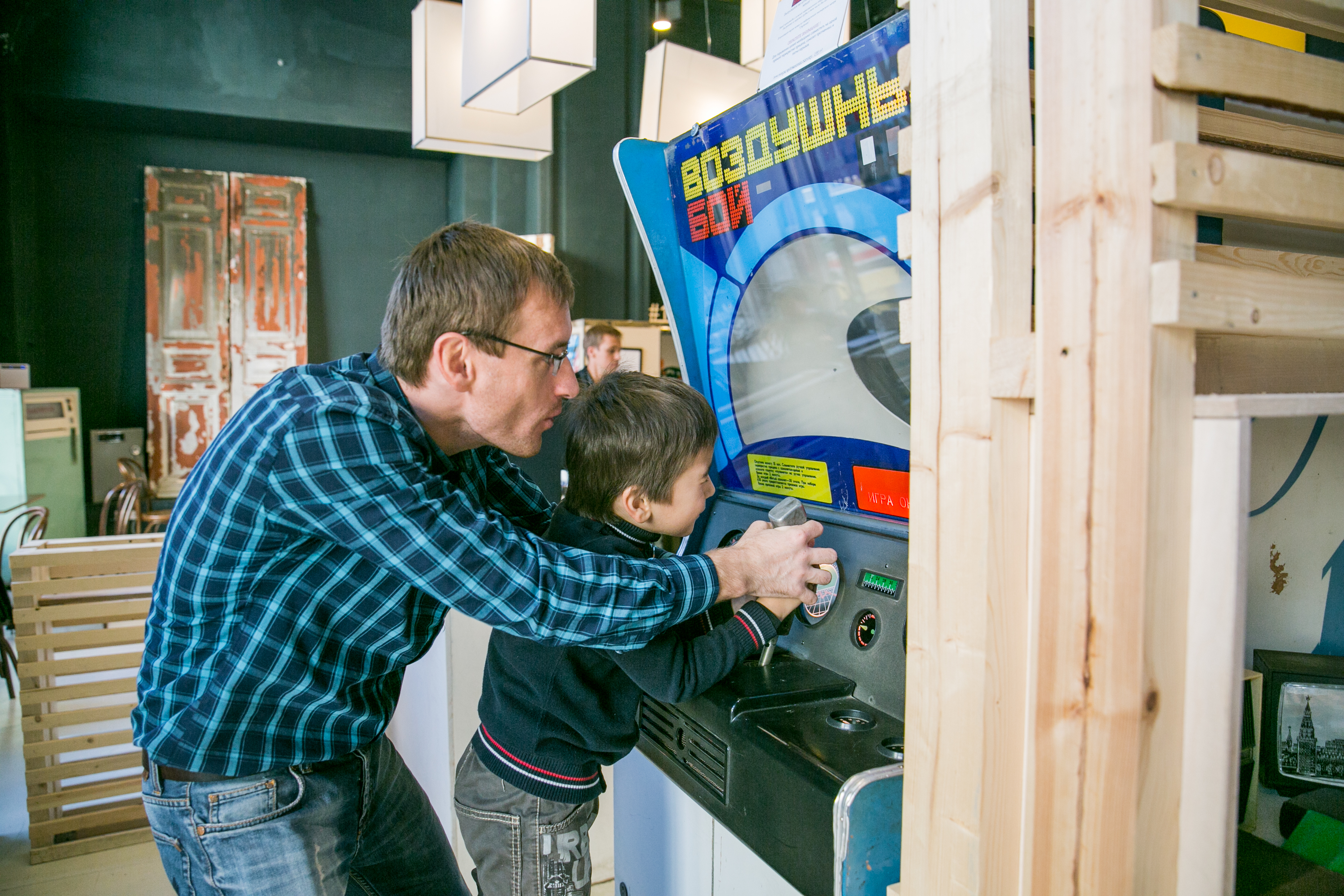
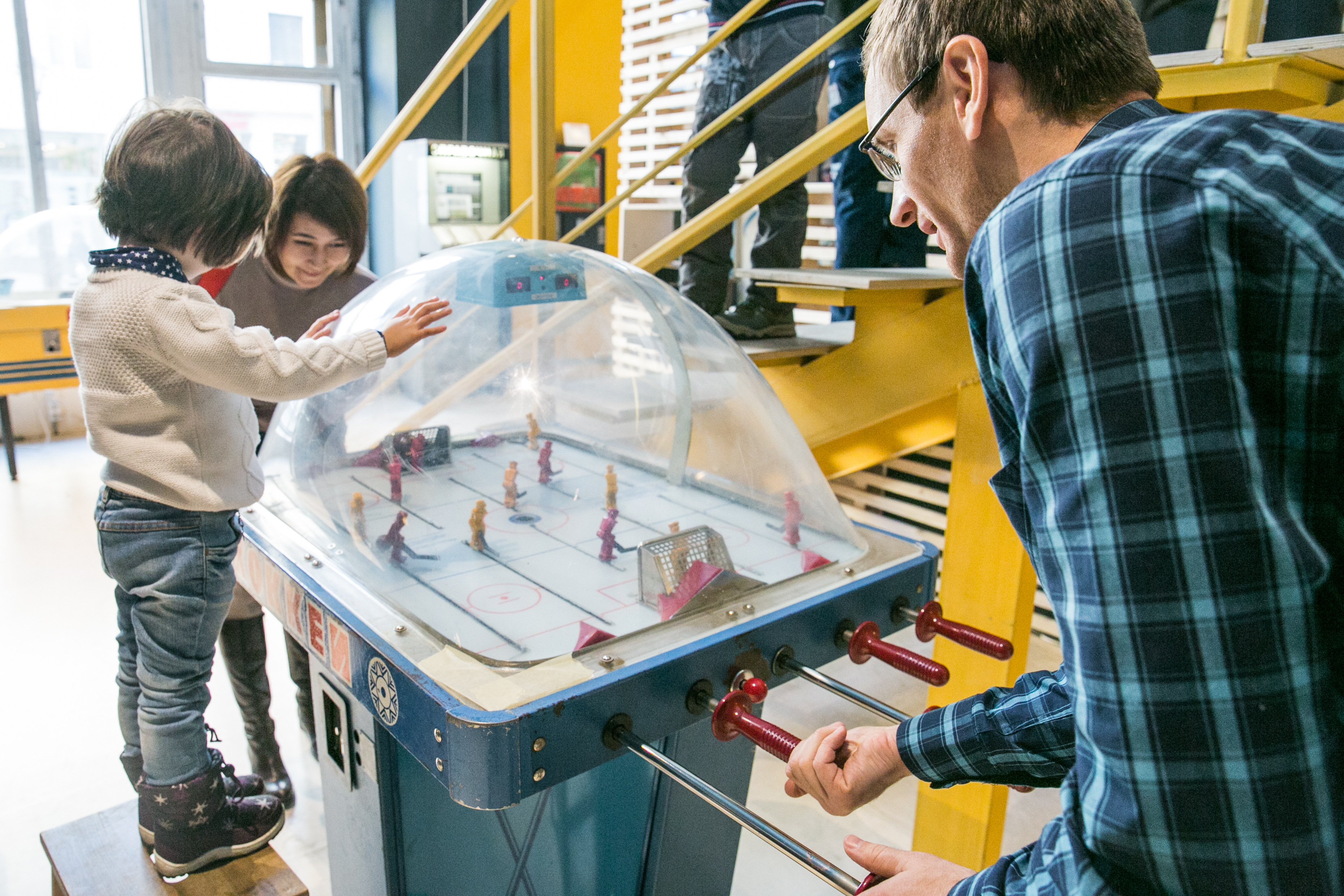

## Collection

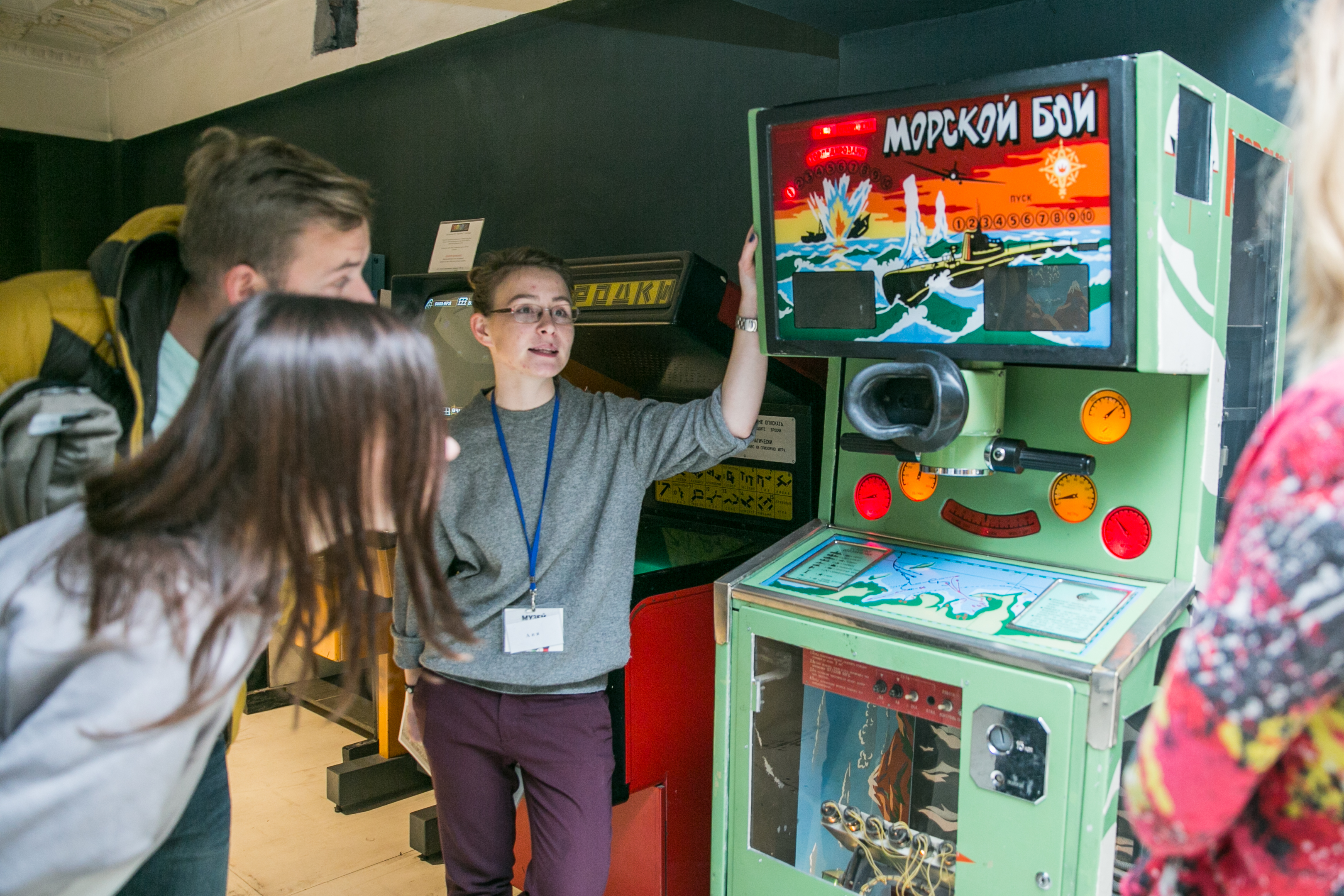
Un guide au musée des machines à sous soviétiques à Moscou près de la Bataille navale

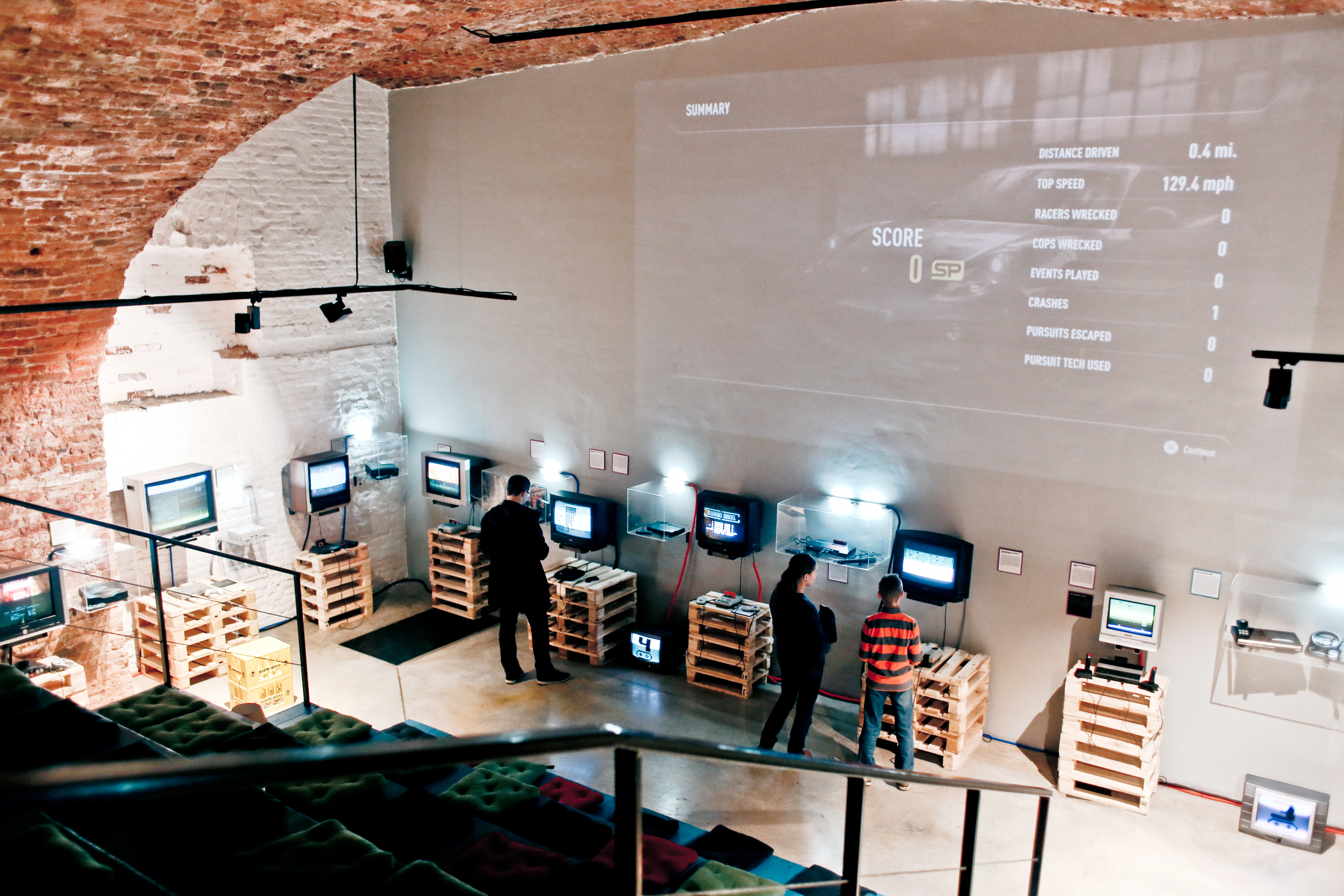
L'exposition Musée des jeux d'ordinateur dans le Musée à Saint-Pétersbourg

Les premières machines à sous étrangères ont été présentées en 1971 à l'Exposition Universelle des attractions et des machines à sous « Attraction - 71 » au Parc Gorky,. Des modèles nationaux apparaissent quelques années plus tard, lorsque le Ministère de Culture de l'URSS charge l'Union « Soyuz-Attraction » de leur production, qui est distribuée parmi 22 usines secrètes de défense. Par exemple, la machine à sous « Bataille navale » était produite par l'Usine radiotechnique de Serpoukhov.
Les puces, les alliages et les matières plastiques les plus modernes s'utilisaient lors de la fabrication des machines à sous et les ingénieurs de l'usine étaient responsables du design. Pour autant, ce ne fut pas une production rationnelle : ils montaient des copies de machines étrangères à la base de détails disponibles qui ne convenaient souvent pas à ces besoins-là. Au lieu d'utiliser un seul processeur moderne, les ingénieurs avaient à monter un circuit composé à sa place,.
En total, près de 90 types de machines à sous ont été produits en URSS, dont une partie représentait des copies complètes de machines occidentales, mais plusieurs machines étaient d'origine soviétique. Ces dernières incluent, par exemple, la machine Gorodki,.
Durant les premières années de l'industrie d'attractions, toutes les machines étaient la propriété de l'Union « Soyuz-Attraction » qui avait un plan financier journalier, ce qui engendrait la corruption. Au début des années 1980, une autre structure apparaît qui produit et vend uniquement des machines à sous. Après la dissolution de l'URSS, les machines à sous ne sont plus fabriquées.
Plus de 50 machines à sous font actuellement partie de l'exposition de chaque filiale, dont « Bataille navale », « Gorodki », « Sniper-2 », « Artère », « Rallye auto-М », « Petite rave », « Basket-ball », « Football », « Safari », « Chasse d'hiver », « Quiz », « Bataille aérienne », « Courses », « Sous-marin », « Tankodrome », « Doublé », « Sonde », « Billard », « Reine des neiges », « Cirque », « Télésport », « Dépassement », « Virage », « Grue », « Chasseurs », « Fortune » et d'autres.
En dehors de machines à sous, le musée expose une machine à sodas, un bureau d'information, des machines pour changer de la monnaie, un mixer soviétique « Voronège ». La plus vieille machine à sous exposée au musée est la « Bataille navale » fabriquée en 1979.
Presque toutes les machines acceptent les pièces de 15 kopeck. La monte-monnaie vérifie la taille d'une pièce jetée et ensuite la transfère par inertie. De cette manière sont éliminées les pièces faites d'un autre métal et dont la masse et la vitesse sont différentes.

## Récompenses
- 2016 — la Meilleure entreprise dans le secteur du loisir interactif de jeunes[31];
- 2017 — le Meilleur musée spécialisé[32];
- 2017 — Vainqueur du festival panrusse des multimédias de musée « Geek de musées » dans la catégorie « Jeux et Quiz »[33].